# Старопетрівське
Старопетрі́вське — селище Єнакієвської міської громади Горлівського району Донецької області, Україна. Населення становить 485 осіб.

## Географія
Селище розташоване вздовж річки під назвою Садки. Відстань до райцентру становить близько 6 км і проходить автошляхом місцевого значення.
Сусідні населені пункти: на сході, північному сході - місто Єнакієве; півночі -
Софіївка (вище за течією річки Садки);  північному заході - Новоселівка; заході - Корсунь; південному заході - Новомар'ївка, Верхня Кринка, Новоселівка (Макіївська міська громада); південному заході - Щебенка; півдні - Шапошникове, Верхня Кринка (Макіївська міська громада), Тихе; південному сході - Авіловка, Розівка

## Населення
За даними перепису 2001 року населення селища становило 485 осіб, із них 2,47% зазначили рідною мову українську, 97,11% — російську, 0,41% — вірменську